# Silf
Silf är en bransch- och medlemsorganisation för personer  i Sverige som arbetar inom yrkesområdet inköp och logistik. Organisationen har idag 2 500 medlemmar och arbetar med nätverk, seminarier och utbildning.

## Historia
- 1956: Silf bildas som ett resultat av en grupp inköpsledares diskussion om behovet av en sammanslutning. Två punkter stod i fokus, den ena var att inköpsfunktionen skulle stärka sin positiva roll för utveckling av företagets resultat. Den andra punkten var att skapa utbildning för inköpare på olika nivåer och att erbjuda föredrag, seminarier och debatter, som kunde medverka till deras utveckling.

- 1957: Vid Silfs tillkomst saknades utbildning för inköparyrket, men ett år senare startade den första inköparkursen. Detta var inledningen till utbildningsföretaget Silf Competence AB. Så småningom lades utbildningsdelen över i en stiftelse.

- 1962: Silf började sin utgivning av ett nyhetsbrev inom inköp, vilken sedan utvecklades till att bli en medlemstidning. Motivet till utgivningen var att föreningen ville samla och stärka banden mellan medlemmarna i en gemensam tillhörighet och stärka kunskapshöjningen inom inköp och logistik genom en publicistisk spridning inom området.

- 1984: Sveriges Materialadministrativa Förening, SMAF bildas. I mitten på 80-talet hade begreppet MA, materialadministration fått fäste i Sverige. MA stod för en helhetssyn för att styra materialflödena så effektivt som möjligt och inbegrep inte bara planering utan även inköp, produktion och distribution.

- 1993: Tidningen Inköp & Logistik (numer Silf Supply Chain Outlook) startades som en bransch- och medlemstidning för aktiva chefer och medarbetare inom inköps- och logistikområdet.

- 1996: Under våren slogs Silf ihop med SMAF - Sveriges Materialadministrativa förening. Sammanslagningen skapade förutsättningar att utvecklas över gränserna och att bygga vidare på den helhetssyn med en integrering av funktionerna inköp, produktion och distribution som hade etablerats i svenskt näringsliv. Föreningen hette I&L - Organisationen för Inköp och Logistik.

- 2006: Lagom till 50-årsjubileumet, återtogs namnet Silf, det vill säga Sveriges Inköps- och Logistikförbund.

- 2009: För första gången delas Supply Chain Professional of the Year ut till en person som under de senaste åren gjort goda insatser inom supply chain.

- 2011: Instiftades priset Sveriges Bästa Förhandlare för att uppmärksamma förhandlingsmomentet i inköpet och logistiken.